# 雷文塔松河

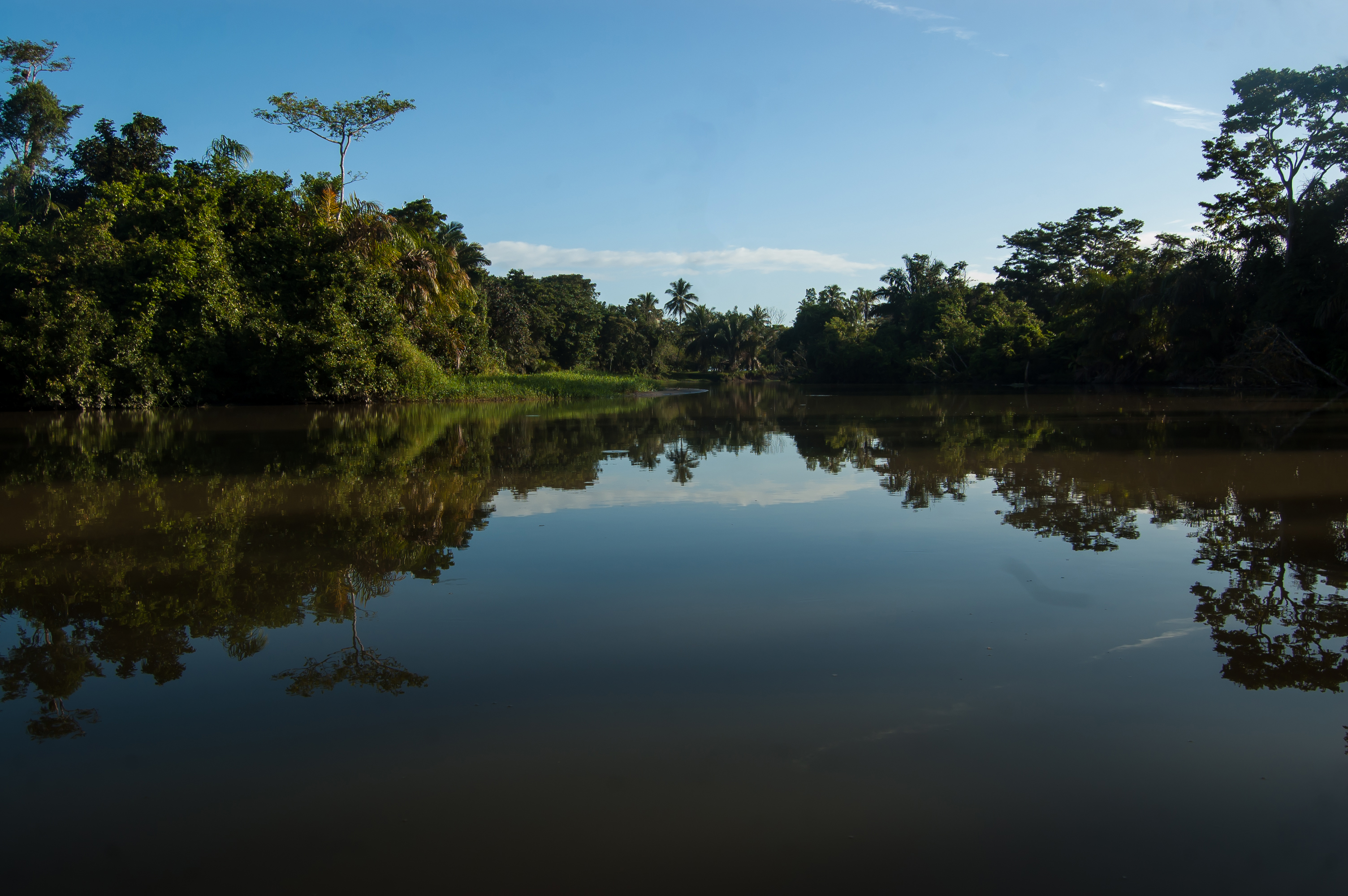

雷文塔松河（西班牙語：Río Reventazón），是哥斯達黎加的河流，位於首都聖荷西以北80公里，流經卡塔戈省和利蒙省，河道全長145公里，流域面積2,950平方公里，最終注入加勒比海。